# Cornelius Celer
Cornelius Celer (sein Praenomen ist nicht bekannt) war ein im 3. Jahrhundert n. Chr. lebender Angehöriger des römischen Ritterstandes (Eques).
Durch eine Weihinschrift, die beim Kastell Segedunum gefunden wurde und die auf 201/300 datiert wird, ist belegt, dass Celer Präfekt der Cohors IIII Lingonum war, die in der Provinz Britannia stationiert war.